# Đống Đa, Pleiku
Đống Đa là một phường cũ thuộc thành phố Pleiku, tỉnh Gia Lai, Việt Nam.
Phường Đống Đa có diện tích 4,02 km², dân số năm 2008 là 6.068 người, mật độ dân số đạt 1.509 người/km². Dân số năm 2018 là 12.136 người, mật độ dân số đạt 3.018 người/km².
Theo Nghị quyết số 1664/NQ-UBTVQH15 năm 2025, hợp nhất toàn bộ diện tích tự nhiên và dân số của 3 phường: Đống Đa, Yên Thế và Thống Nhất thành phường Thống Nhất.